# Angelo Bagnasco
Angelo kardinál Bagnasco (* 14. ledna 1943, Pontevico) je italský římskokatolický kněz, emeritní janovský arcibiskup a kardinál.

## Kněz
Narodil se v dělnické rodině. Po skončení druhé světové války se jeho rodina vrátila do Janova, kde studoval gymnázium a klasické lyceum při arcibiskupském semináři. Po studiích v místním semináři přijal kněžské svěcení 29. června 1966 z rukou kardinála Giuseppe Siriho. Studoval také filozofii na státní univerzitě v Janově. V letech 1966 až 1985 působil jako kněz v několika farnostech, později jako duchovní v různých diecézních funkcích. Kromě toho vyučoval italštinu na klasickém lyceu při arcibiskupském semináři a vedl přednášky na téma metafyziky a současného ateismu na teologické fakultě v Janově.

V letech 1980 až 1995 byl také diecézním asistentem Federace italských katolických studentů (FUCI). Významné bylo zejména jeho pedagogické působení mezi skauty. zastával řadu dalších pedagogických funkcí v rámci arcidiecéze, podílel se mj. na formaci učitelů náboženství. V letech 1993 až 1996 byl ředitelem diecézního Díla liturgického apoštolátu (Apostolato Liturgico), biskupským vikářem a spirituálem arcibiskupského semináře v Janově (1995-1997).

Angelo Bagnasco

## Biskup
3. ledna 1998 ho papež Jan Pavel II. jmenoval biskupem diecéze Pesaro. Biskupské svěcení přijal 7. února 1998 z rukou janovského arcibiskupa Dionigi Tettamanziho. Při povýšení diecéze Pesaro na arcidiecézi se stal 11. března 2000 arcibiskupem-metropolitou. V letech 2002 až 2005 byl sekretářem komise Italské biskupské konference pro výchovu a vzdělávání. 20. června 2003 byl jmenován italským hlavním vojenským kaplanem. Od roku 2005 je sekretetářem komise Italské biskupské konference pro kulturu a sdělovací prostředky.

## Janovský metropolita
29. srpna 2006 ho papež Benedikt XVI. jmenoval janovským metropolitou, funkce se ujal 24. září. nahradil zde ve funkci kardinála Tarcisia Bertoneho, který se stal vatikánským státním sekretářem. 7. března 2007 ho Benedikt XVI. jmenoval předsedou Italské biskupské konference. 

## Kardinál
Na konsistoři 24. listopadu 2007 byl papežem povýšen do sboru kardinálů s titulem kostela Gran Madre di Dio. Na jednání Rady evropských biskupských konferencí v září 2011 v Tiraně byl zvolen místopředsedou Rady. Dne 8. května 2020 přijal papež František jeho rezignaci na úřad janovského arcibiskupa z únopra 2018 a jmenoval jeho nástupcem Marca Tascu.